# Attaginos
Attaginos (altgriechisch Ἀτταγῖνος), Sohn des Phrynon, war ein im 5. Jahrhundert v. Chr. lebender adliger Thebaner.
Attaginos war mit dem verbannten Spartanerkönig Demaratos durch Gastfreundschaft verbunden und wurde durch diesen auf die Seite von Persien hinübergezogen. Er trug gemeinsam mit Timagenides maßgeblich zum Übertritt Thebens auf die Seite des Perserkönigs Xerxes während dessen Einfall in Griechenland (480 v. Chr.) bei. Kurz vor der Schlacht von Plataiai (479 v. Chr.), als die von Mardonios angeführte persische Armee in Böotien lagerte, bewirtete Attaginos in seinem Hause festlich Mardonios und 50 vornehme Perser aus dessen Heer sowie 50 Thebaner. Unter den Gästen befand sich ein Thersandros aus Orchomenos, der mit einem der dort ebenfalls eingeladenen Perser eine Konversation auf Griechisch führte und Herodot über Attaginos’ Gastmahl berichtete; hier wird also ein Augenzeuge als Quelle des Geschichtsschreibers namhaft gemacht.
Nachdem die gegen Persien verbündeten Griechen die Schlacht von Plataiai gewonnen hatten, marschierten sie unter Führung des Pausanias gegen Theben und verlangten die Auslieferung von Attaginos, Timagenides und der restlichen propersischen Partei. Da dieses Begehren verweigert wurde, belagerte Pausanias Theben 20 Tage lang, bis Timagenides freiwillig seine und Attaginos’ Auslieferung anbot. Attaginos konnte flüchten; seine Söhne hingegen wurden gefangen, aber von Pausanias begnadigt, da sie nicht am Verhalten ihres Vaters Mitschuld gehabt hätten. Die übrigen ausgelieferten Thebaner hofften ihr Leben durch Verteilung von Bestechungsgeldern zu retten, wurden aber auf Pausanias’ Befehl zu Korinth hingerichtet.